# Graz Giants 2021
Questa voce raccoglie le informazioni riguardanti i Graz Giants nelle competizioni ufficiali della stagione 2021.

## Austrian Football League 2021

### Stagione regolare
| Vienna 28 marzo 2021, ore 14:00 1ª giornata | Danube Dragons | 35 – 16 (7-3 14-7 7-6 7-0) referto | Graz Giants | Sportplatz Donaufeld |

| Graz 10 aprile 2021, ore 15:00 2ª giornata | Graz Giants | 18 – 45 (6-3 0-14 0-14 12-14) referto | Tirol Raiders | Stadion Eggenberg |

| Mödling 24 aprile 2021, ore 15:00 3ª giornata | AFC Rangers Mödling | 0 – 31 (0-10 0-14 0-0 0-7) referto | Graz Giants | Stadion Mödling |

| Graz 8 maggio 2021, ore 15:00 4ª giornata | Graz Giants | 40 – 14 (6-7 14-0 7-0 13-7) referto | Danube Dragons | Stadion Eggenberg |

| Graz 22 maggio 2021, ore 13:00 5ª giornata | Graz Giants | 35 – 42 (d.t.s.) (27-14 0-0 7-14 0-7 0-7) referto | Vienna Vikings | Stadion Eggenberg (300 spett.) |

| Vienna 5 giugno 2021, ore 17:00 6ª giornata | Vienna Vikings | 41 – 16 (7-7 14-0 7-2 13-7) referto | Graz Giants | Footballzentrum Ravelin |

| Praga 20 giugno 2021, ore 15:00 7ª giornata | Prague Black Panthers | 17 – 41 (0-7 17-13 0-14 0-7) referto | Graz Giants | Stadion SK Prosek (100 spett.) |

| Graz 3 luglio 2021, ore 15:00 8ª giornata | Graz Giants | 38 – 10 (7-0 28-3 0-0 3-7) referto | AFC Rangers Mödling | Stadion Eggenberg (800 spett.) |

### Playoff
| Vienna 18 luglio 2021, ore 17:00 Semifinale | Vienna Vikings | 21 – 18 (7-6 6-12 6-0 2-0) referto | Graz Giants | Footballzentrum Ravelin (1500 spett.) |

### Statistiche di squadra
| Competizione      | %Vittorie | In casa | In casa | In casa | In casa | In casa | In casa | In trasferta | In trasferta | In trasferta | In trasferta | In trasferta | In trasferta | Totale | Totale | Totale | Totale | Totale | Totale |
| Competizione      | %Vittorie | G       | V       | N       | P       | Pf      | Ps      | G            | V            | N            | P            | Pf           | Ps           | G      | V      | N      | P      | Pf     | Ps     |
| ----------------- | --------- | ------- | ------- | ------- | ------- | ------- | ------- | ------------ | ------------ | ------------ | ------------ | ------------ | ------------ | ------ | ------ | ------ | ------ | ------ | ------ |
| Stagione regolare | .500      | 4       | 2       | 0       | 2       | 131     | 111     | 4            | 2            | 0            | 2            | 104          | 93           | 8      | 4      | 0      | 4      | 235    | 204    |
| Playoff           | .000      | 0       | 0       | 0       | 0       | 0       | 0       | 1            | 0            | 0            | 1            | 18           | 21           | 1      | 0      | 0      | 1      | 18     | 21     |
| Totale            | .444      | 4       | 2       | 0       | 2       | 131     | 111     | 5            | 2            | 0            | 3            | 122          | 114          | 9      | 4      | 0      | 5      | 253    | 225    |

## Statistiche personali

### Marcatori
| Giocatore        | Ruolo | TD rush | TD recv | TD int | TD p.ret | TD k.ret | TD oth | Xp1 | Xp2 | FG | Saf | Totale |
| ---------------- | ----- | ------- | ------- | ------ | -------- | -------- | ------ | --- | --- | -- | --- | ------ |
| Adams            |       | 0       | 11+1    | 0      | 0        | 1        | 0      | 0   | 0   | 0  | 0   | 78     |
| Sommer           |       | 0       | 5+1     | 1      | 0        | 0        | 0      | 0   | 0   | 0  | 0   | 42     |
| Rock             |       | 1       | 0       | 0      | 0        | 0        | 0      | 25  | 1   | 2  | 0   | 38     |
| Bierbaumer       |       | 0       | 5+1     | 0      | 0        | 0        | 0      | 0   | 0   | 0  | 0   | 36     |
| Kozlowski        |       | 3       | 0       | 0      | 0        | 0        | 0      | 0   | 0   | 0  | 0   | 18     |
| de Marcus Haynes |       | 0       | 0       | 0      | 1        | 1        | 0      | 0   | 0   | 0  | 0   | 12     |
| Promitzer        |       | 0       | 0       | 1      | 1        | 0        | 0      | 0   | 0   | 0  | 0   | 12     |
| Schaberl         |       | 0       | 1       | 0      | 0        | 0        | 0      | 0   | 0   | 0  | 0   | 6      |
| Schütz           |       | 1       | 0       | 0      | 0        | 0        | 0      | 0   | 0   | 0  | 0   | 6      |
| Kager            |       | 0       | 0       | 0      | 0        | 0        | 0      | 0   | 0   | 1  | 0   | 3      |
| Team             |       | 0       | 0       | 0      | 0        | 0        | 0      | 0   | 0   | 0  | 1   | 2      |

### Passer rating
| Giocatore | G   | Att    | Comp   | Int | Yds      | TD   | NFL    | NCAA   |
| --------- | --- | ------ | ------ | --- | -------- | ---- | ------ | ------ |
| Miller    | 8+1 | 229+34 | 129+16 | 7+0 | 2156+346 | 23+3 | 109,53 | 162,35 |
| Steinmair | 1   | 7      | 3      | 0   | 27       | 0    |        |        |